# Новая Малыкла
Но́вая Малыкла́ — село в Ульяновской области, административный центр Новомалыклинского района и Новомалыклинского сельского поселения.

## География
Расположено в 20 км к востоку от Димитровграда и в 95 км от Ульяновска. На северной окраине села расположена ж.-д. станция «Малыкла», на линии Ульяновск — Уфа.
Имеются подъездные дороги к селу от автодорог Ульяновск — Самара (на западе) и Высокий Колок — Алексеевское (на востоке).

## Название
Название получил от тюркского «малыклы» — в переводе «принадлежащая хозяину» или «княжеская».

## История

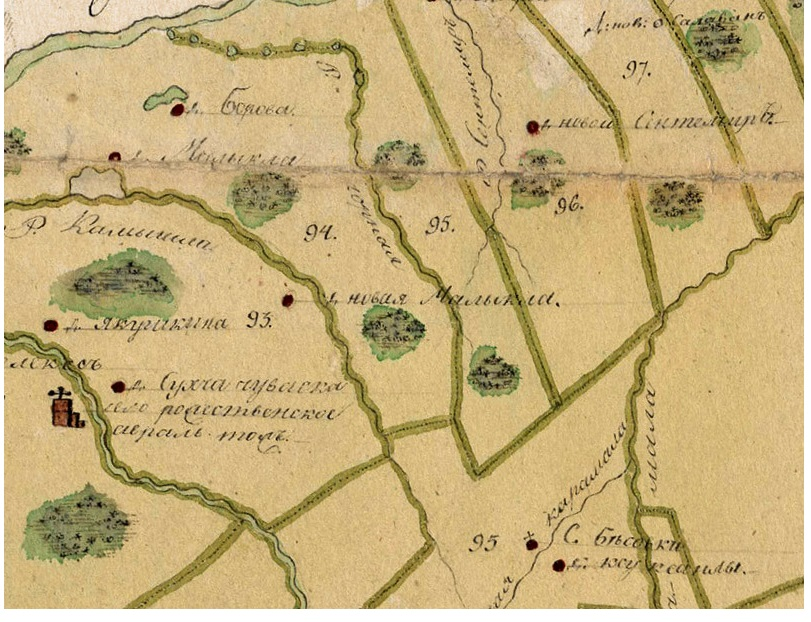
План-карта Самарской линии 1771 года.

Село основано выходцами из села Старая Малыкла. В 1744 году «новопоселённая деревня в вершине речки Малыклы» состояла из семи крестьянских дворов, построенных в один ряд по правому берегу тихой равнинной реки. Три двора принадлежали зачинателям нового поселения. В первую ревизию они проживали в деревне Малыкле, но спрятались от переписи. Теперь же приняли крещение и потому в ревизскую сказку 1747 года записаны первыми. Всего в новой деревне ревизоры взяли на учёт 27 окладных душ. В следующую ревизию 1762 года она ещё по-прежнему именовалась новопоселённой деревней, но уже писалась Малыклой. Мужское население составляло 61 человек, а с учетом женского (в третью ревизию (1762) стали записывать и женскую половину) 120 человек. В 1780 году в деревне Малыкла (Боровик) проживало 165 и 65 ревизских душ крещёной мордвы.

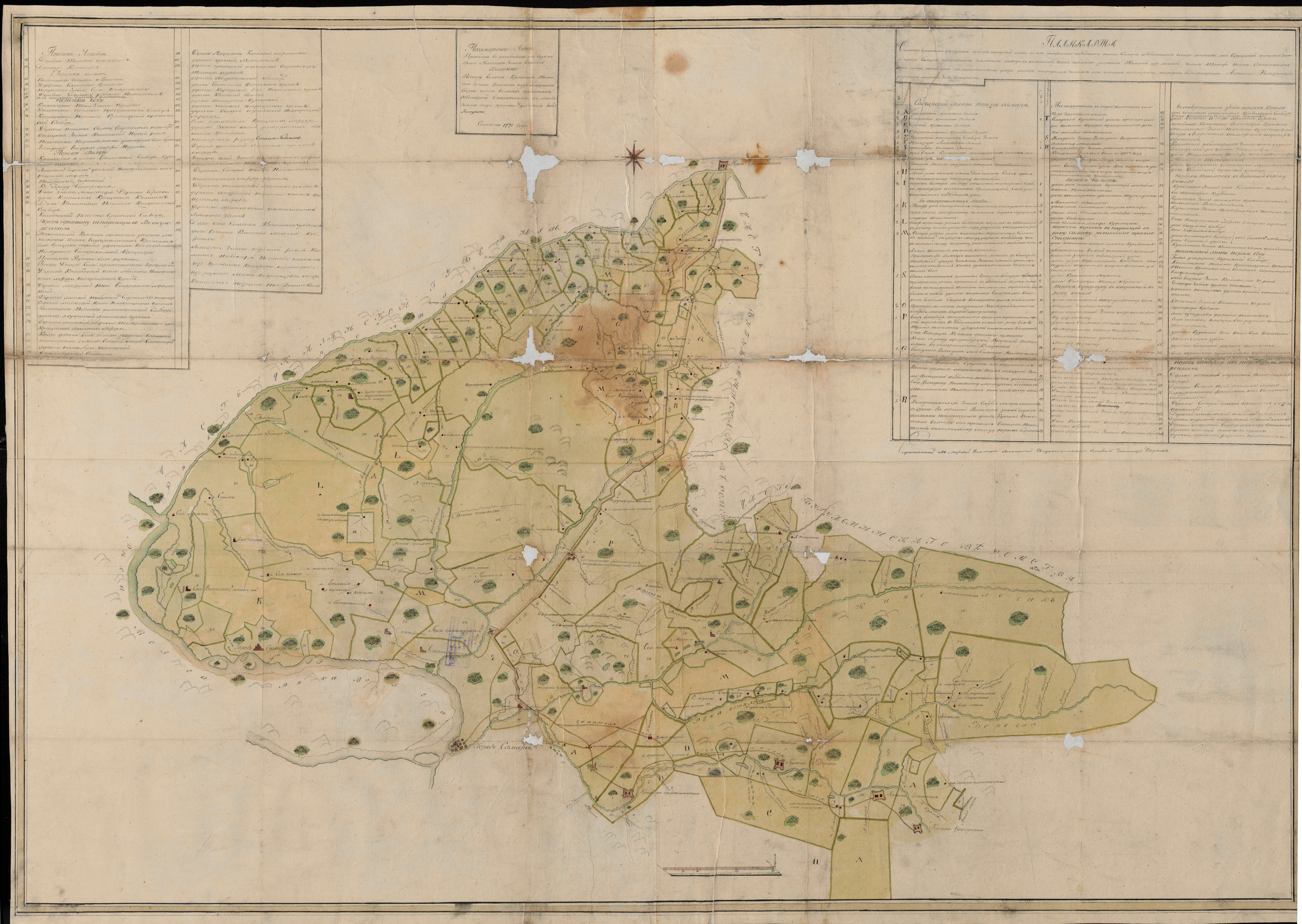
План-карта Самарской линии 1771 года, от Бузулука до Самары.

В 1795 году на средства прихожан была построена Дмитриевская церковь, здание и колокольня деревянные. В 1837 году в Малыкле на средства прихожан была построена деревянная двухпрестольная Казанско-Богородицкая церковь во имя Казанской Божьей Матери и Николая Чудотворца, освящённая в 1842 году. В 1879 году на средства прихожан была построена каменная двухпрестольная церковь во имя Святой Троицы и великомученика Дмитрия (по указу Самарской духовной консистории от 27 августа 1911 года второй престол был упразднён).
В 1881 году при церкви открылась церковно-приходская школа, где учились в младшем отделении 20 мальчиков и 3 девочки, в среднем — 9 мальчиков и 1 девочка, в старшем — 2 мальчика и 3 девочки. Спустя двадцать лет, в ней училось 35 мальчиков мордовской национальности, в 1890 году открылась школа грамоты, где обучались 11 девочек мордовской национальности.
В 1881 году Новая Малыкла — удельная деревня, в которой расположено 167 дворов с населением 1366 человек.

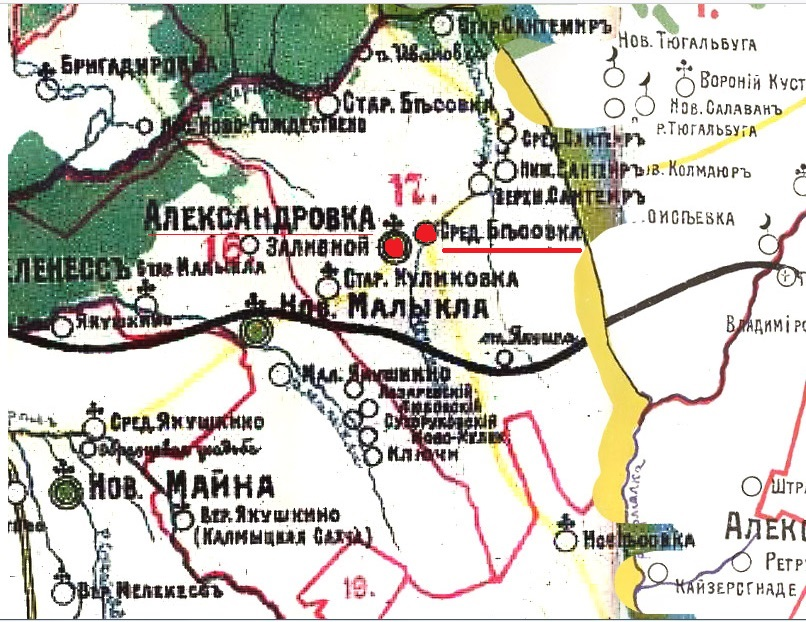
Карта уездов Самарской губернии издания губернского земства 1912 г.

В 1890 году открывается министерское двухклассное училище. В 1904 году открылась земская больница, а в 1905—1910 годах были построены лечебные корпуса. В 1906 году была построена Новомалыклинская железнодорожная станция «Малыкла».
В 1927—1928 годах выходцы из села образовали небольшую артель по совместной обработке земли «Теште» («Звезда»).
Постановлением Президиума ВЦИК и СНК РСФСР от 14 мая 1928 года была образована Средне-Волжская область с центром в Самаре, а на территории бывшего Мелекесского уезда образовались шесть самостоятельных районов, в том числе Новомалыклинский район с центром в селе Новая Малыкла.
В 1929 году бывшая партизанка, участница гражданской войны Елена Глухова и батрачка Евдокия Чиркова организовали коммуну «III интернационал». Коммуна состояла из 120 женщин-мордовок и пятерых мужчин. В январе 1930 года на базе артели и коммуны организовался колхоз имени Сталина.
В 1935 году в Новой Малыкле функционировала районная больница на 15 коек. Начальная школа и школа-семилетка и была создана Новомалыклинская МТС.
С 1943 года — в Ульяновской области.
С 2005 года — административный центр Новомалыклинского сельского поселения.

## Население
| 1859  | 1889  | 1897  | 1910  | 1959  | 1970  | 1979  |
| ----- | ----- | ----- | ----- | ----- | ----- | ----- |
| 1366  | ↗2194 | ↘1996 | ↗2480 | ↘1933 | ↗2370 | ↗2908 |
| 1989  | 2002  | 2010  |       |       |       |       |
| ↗3230 | ↗3321 | ↘3273 |       |       |       |       |

Национальный состав: русские — 39 %, мордва — 30 %, чуваши — 11 %, татары — 10 %, цыгане — 5 %.
| Год  | Численность | Численность |
| ---- | ----------- | ----------- |
| 1859 | 1366        | [ 8 ]       |
| 1889 | 2194        | [ 9 ]       |
| 1897 | 1996        | [ 10 ]      |
| 1910 | 2480        | [ 11 ]      |
| 1959 | 1933        | [ 12 ]      |
| 1970 | 2370        | [ 13 ]      |
| 1979 | 2908        | [ 14 ]      |
| 1989 | 3230        | [ 15 ]      |
| 2002 | 3321        | [ 16 ]      |
| 2010 | 3273        | [ 1 ]       |

## Инфраструктура
Молокозавод «Молокофъ». Есть также медицинские, педагогические, общепитовские, спортивные, торговые заведения. Новомалыклинская районная больница. Спортивный физкультурно-оздоровительный комплекс «Факел». Детский сад «Солнышко». Новомалыклинская средняя общеобразовательная школа имени Героя Советского Союза М. С. Чернова. Новомалыклинская начальная общеобразовательная школа. Дом Культуры. Церковь. Мечеть.

## Достопримечательности
- Памятник Герою Советского Союза Чернову Матвею Степановичу.
- Аллея Славы
- Памятник коллективизации.
- Памятник Ленину
- Памятник Великой Отечественной войне.
- Стела Новомалыклинцев погибших в Великой Отечественной (около 300 человек).
- Памятник труженикам тыла.
- Памятник Воинам Интернационалистам.